# Arnalot
Manuel Jiménez Arnalot, conocido simplemente como Arnalot, fue un animador, historietista y pintor español (Barcelona, 1927-1993).

## Biografía
En su juventud, Arnalot simultaneó la animación (Garbancito de la Mancha, Érase una vez... ) con la creación de chistes e historietas humorísticas para tebeos como "Mis Chicas" y "Nicolás".
En 1960 obtuvo el Premio Lazarillo de ilustración.
Desde 1973 se centró en la pintura.

## Obra
| Años | Título                            | Tipo       | Publicación                                          |
| ---- | --------------------------------- | ---------- | ---------------------------------------------------- |
| 1943 | La venganza de Zumbín             | Serie      | Mis Chicas                                           |
| 1945 | Aventuras del Mago Chulito        | Monografía | Hispano Americana: Infantil de las Grandes Aventuras |
| 1948 | Paquito Brocha                    | Serie      | Nicolás, El Coyote en 1953                           |
| 1948 | Noticiario Bufa                   | Serie      | Nicolás                                              |
| 1949 | Felonio Bolaza y el Doctor Petiot | Serie      | Nicolás                                              |
| 1949 | Rosquilla Ladrón                  | Serie      | Pulgarcito                                           |
| 1949 | Cleopatro Martínez                | Serie      | Pulgarcito, Super Pulgarcito                         |
| 1950 | Sominas                           | Serie      | Garabatos                                            |
| 1958 | Doña Manolita                     | Serie      | Tío Vivo                                             |
| 1959 | Metro Medio, director en jefe     | Serie      | Suplemento de Historietas de El DDT                  |
| 1959 | Gordinflona                       | Serie      | Suplemento de Historietas de El DDT                  |